# Salty Dog (cocktail)
Il Salty Dog è un cocktail a base di vodka e succo di pompelmo, servito in un bicchiere di tipo highball con una crusta di sale. Se sul bordo del bicchiere non viene posto il sale, il cocktail prende il nome di "Greyhound". È comparso in due occasioni nella lista dei cocktail ufficiali IBA, nel 1986 e nel 2004.

## Composizione

### Ingredienti
La ricetta ufficiale IBA del 2004 prevedeva i seguenti ingredienti:
- 4 cl di vodka
- 10 cl di succo di pompelmo

La ricetta IBA del 1986, invece, riportava come dosi 4/10 di vodka e 7/10 di succo di pompelmo.

### Preparazione
Applicare una crusta di sale sul bordo del bicchiere (inumidire il bordo e premerlo su un piatto di sale) e riempirlo di ghiaccio. Shakerare la vodka e il succo di pompelmo all'interno di uno shaker, dopodiché versare il cocktail nel bicchiere utilizzando uno strainer.